# Tanze (métro de Nanning)
Tanze (chinois : 坛泽站 / pinyin : Tánzé zhàn / zhuang : Camh Danzcwz) est une station du métro de Nanning, terminus de la ligne 2. Elle est située de part et d'autre du boulevard Liangyu et de la rue Tanze, dans le district de Liangqing de la ville de Nanning, en Chine.
Ouverte pendant l'extension de la ligne 2 de 2020, elle comprend quatre entrées et une seule plateforme.

## Situation sur le réseau

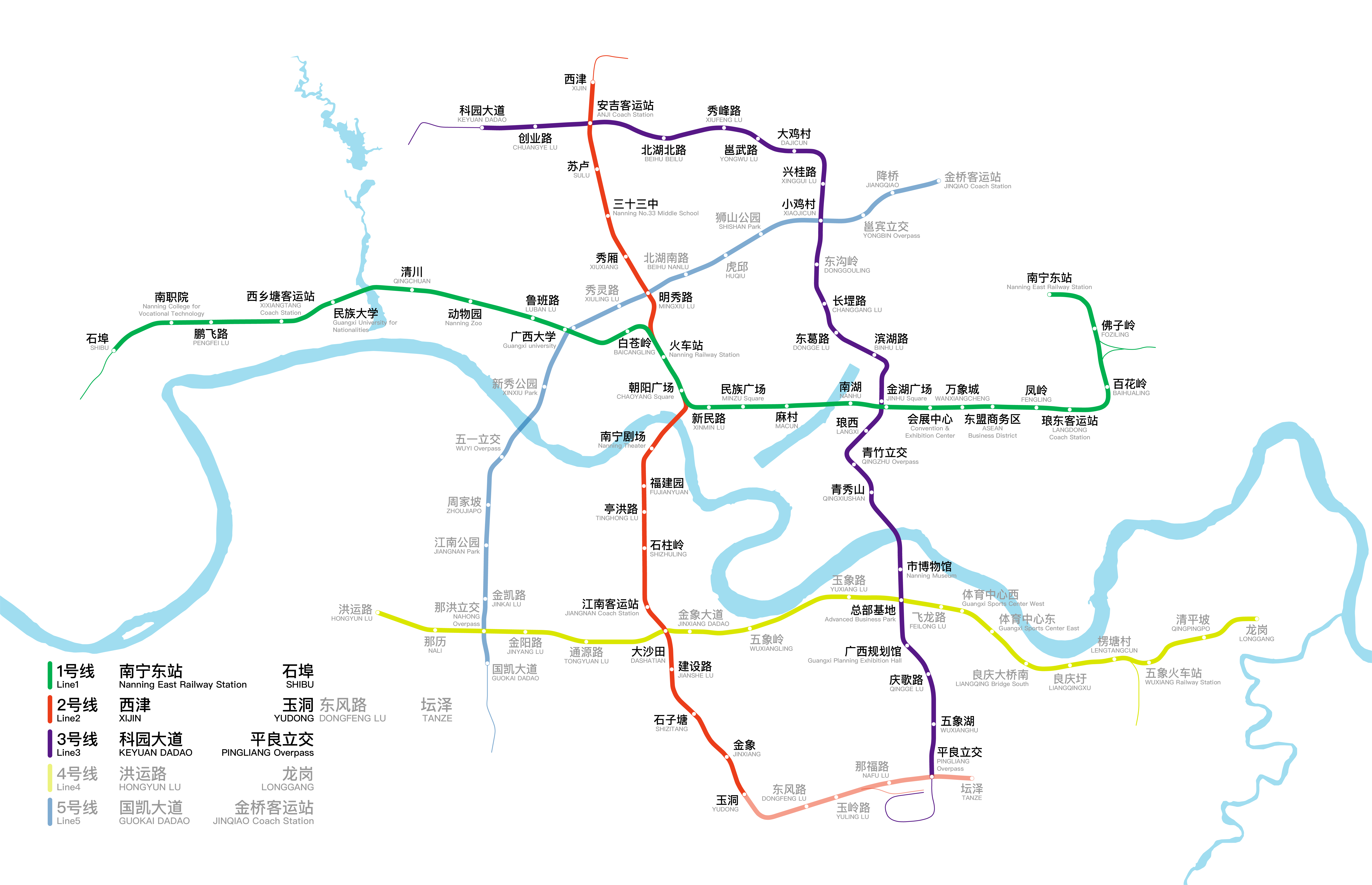
Plan du métro.

Établie en souterrain, Tanze est située sur la ligne 2 du métro de Nanning, précédant la station Échangeur Pingliang (zh), en direction du terminus nord Xijin (zh), et est le terminus sud de la ligne.

## Histoire
Le tracé de la ligne est décidé en juin 2014, avec une première phase comprenant 18 stations pour 21,2 kilomètres, coûtant environ 15.5 milliards de yuans. Les 18 premières stations ouvrent le 28 décembre 2017.
Les tests sur la l'extension de Yudong à Tanze sont effectués le 24 juin 2020. La nouvelle extension est inaugurée le 23 novembre 2020 et comprend cinq stations, qui prolonge le terminus de Yudong à Tanze. La salle de rechange pour bébés de 49 stations, dont Tanze, est rénovée en 2022.

## Services aux voyageurs

### Accès et accueil
Située de part d'autre du boulevard Liangyu (良玉大道) et de la rue Tanze (坛泽路), la station est accessible tous les jours, par quatre entrées différentes.
Station souterraine, elle dispose de trois niveaux :
| Niveau 0   | Entrées et sorties           | Entrées et sorties                                         |
| Sous-sol 1 | Salle d'accueil              | Service à la clientèle, boutiques et guichet libre-service |
| Sous-sol 2 |                              | Ligne 2 Voie 1 : En direction de Xijin (zh)                |
| Sous-sol 2 | Quai central                 |                                                            |
| Sous-sol 2 | Ligne 2 Plateforme terminale |                                                            |

### Desserte
Les premiers et derniers trains à direction de Xijin sont à 6h30 et 23h00 et ceux à direction de Tanze sont à 7h11 et 23h47.

### Intermodalité
La station est desservie par les lignes 15, 21, D99, B108, 117 et 220 du réseau d'autobus de Nanning.

## À proximité
| Numéro                                         | Destinations proches                                                                                 |
| ---------------------------------------------- | --- |
| Sortie A                                       | Maison Zhangtai (彰泰府), rue Huamei (花美路), boulevard Liangyu                                     |
| Sortie B                                       | École secondaire numéro 3 (en), rue Tiqiang (体强路), cité China Resources numéro 24 (华润二十四城)  |
| Sortie C                                       | Boulevard Liangyu, école primaire Tanze (坛泽小学), village de Tanxing (坛兴), rue Zhenbang (振邦路) |
| Sortie D                                       | Boulevard Liangyu, boulevard Nahuang (那黄大道), Maison Wuxiang Orchid (五象兰庭府)                  |
| Légende： Ascenseur pour personnes handicapées | |